# Децим Брут
Децим Юний Брут Албин (на латински: Decimus Iunius Albinus; * ок. 85 пр.н.е.; † 43 пр.н.е.) е римски политик и военачалник от края на 1 век пр.н.е. Участва в заговора за убийството на Юлий Цезар през 44 пр.н.е..
Син е на Семпрония Тудитани и консула от 77 пр.н.е. Децим Юний Брут. Осиновен е от Авел Постум Албин и запазва своето собствено име, добавяйки името на втория си баща като когномен – Албин. Децим Брут е далечен братовчед на Юлий Цезар и при няколко повода Цезар казва, че го обича като син.
Децим Брут взема активно участие в Галските войни през 58 – 50 пр.н.е. и в Гражданската война през 49 – 45 пр.н.е., като застава на страната на Юлий Цезар. През 44 пр.н.е. е наместник в Цизалпийска Галия, а на следващата година Цезар го предлага за консул. Въпреки че се ползва от покривителството на Цезар, Децим Брут участва в заговора срещу него и в последвалото го убийство. През декември 44 пр.н.е. той отказва да отстъпи Цизалпийска Галия на Марк Антоний и е обсаден при Мутина. В последвалата война, Антоний загубил от Октавиан и така армията на Брут била деблокирана.
След като Октавиан и Антоний се съюзяват, Брут потърсил спасение при галския вожд Камил, но е предаден от него на Марк Антоний, който заповявал да го убият.
1. 1 2  D. Iunius (55a, Supb. 5.369) D. f. D. n. Brutus Albinus //   Посетен на 10 юни 2021 г.
2. ↑  2023 //   Посетен на 10 юни 2021 г.
3. ↑  1728 //   Посетен на 10 юни 2021 г.